# Almino Afonso (político)
Almino Monteiro Álvares Afonso (Humaitá, 11 de abril de 1929) é um político brasileiro filiado ao Partido Socialista Brasileiro (PSB).

## Biografia

Em 1963.

Bacharel em direito pela Faculdade de Direito da Universidade de São Paulo, foi o primeiro ministro do Trabalho e Previdência Social no governo de João Goulart, de 24 de janeiro a 18 de junho de 1963, após a retomada do presidencialismo, quando sucedeu Benjamin Cruz. Contudo, antes disso, foi eleito deputado federal em 1958 com apoio do candidato eleito naquele ano, Gilberto Mestrinho. Na eleição de 1962, Gilberto Mestrinho, com seu apoio, o fez o mais votado do Amazonas, tendo sido reeleito deputado federal.
Cassado pelo Golpe de Estado de 1964, viveu no exílio por doze anos na Iugoslávia, Uruguai, Chile, Peru e Argentina.
Retornando ao Brasil em 1976, foi Secretário dos Negócios Metropolitanos de São Paulo no governo de André Franco Montoro, época em que eclodiu o escândalo Mogigate, quando cassou a permissionária dos transportes São Paulo - Mogi das Cruzes que operava desde 1940, empresa vitima de tentativa de extorsão.
Foi também vice-governador do Estado de São Paulo na gestão de Orestes Quércia, tendo exercido o cargo de governador nos impedimentos e viagens do titular.
Enquanto parlamentar, além de líder da bancada governista na Câmara dos Deputados, no governo do Presidente João Goulart, deputado federal e Conselheiro da República na gestão do Presidente Luis Inácio "Lula" da Silva.
No ano 2000 foi secretário municipal de Relações Políticas do rápido governo do prefeito paulistano Régis de Oliveira. Foi assessor do governador de São Paulo, no governo de José Serra, e, posteriormente, Secretário de Estado das Relações Institucionais de SP).
É casado com Lygia de Brito Alvares Afonso, pai de Rui, Gláucia, Fábio e do músico Sérgio Britto (da banda Titãs). Possui suas raízes genealógicas fincadas no Estado do Rio Grande do Norte, sendo neto do ex-Senador Almino Álvares Afonso, o Grande Tribuno da Abolição dos Escravos. Também é advogado. É autor de várias obras, dentre as quais Raízes do Golpe, Parlamentarismo, Governo do Povo e Almino Afonso - Tribuno da Abolição. É acadêmico titular da Academia Amazonense de Letras, na cadeira nº 15, eleito em 29 de setembro de 2010 e recebido em 29 de março de 2011.
Em 31 de março de 2014, lançou o livro 1964 na Visão do Ministro do Trabalho de João Goulart, onde reconstitui os principais eventos do período da ditadura militar no Brasil entre 1964 e 1985. A obra foi indicado para o Prêmio Jabuti de Literatura, na categoria "Reportagem e documentário".